# St. Barbara (Bad Grund)

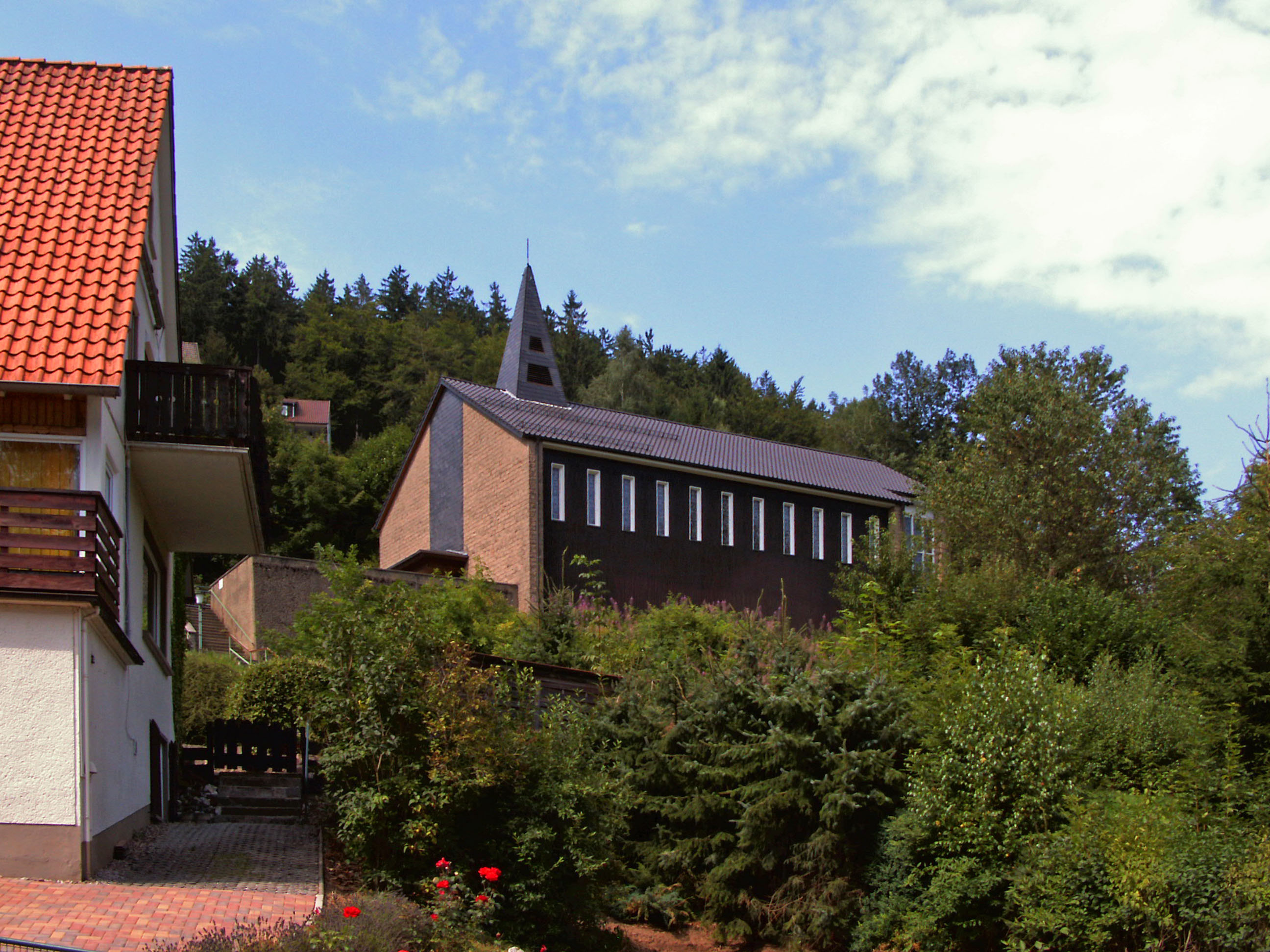
Ehemalige Kirche von Süden

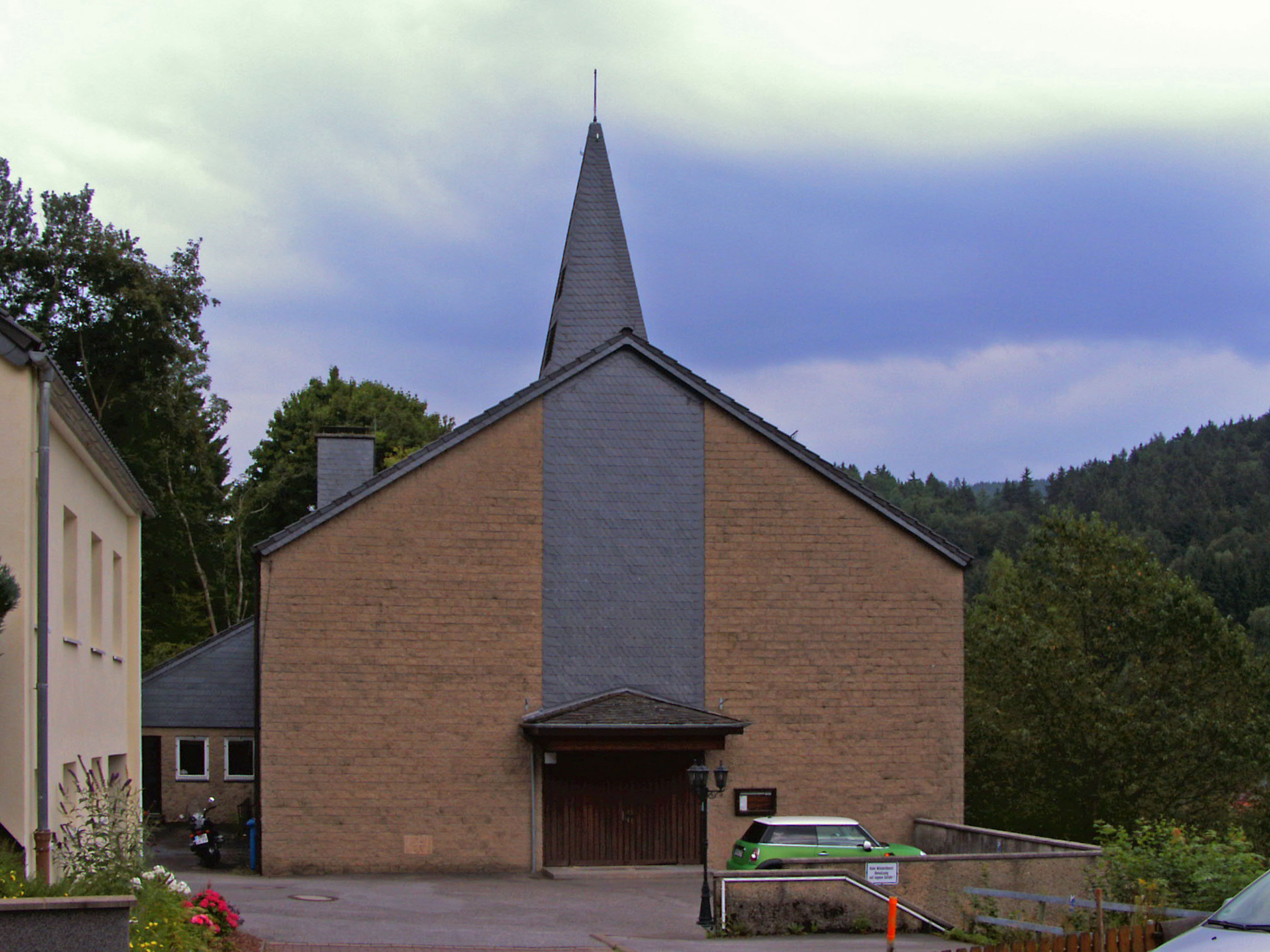
Ehemalige Kirche von Südwesten

Die Kirche Sankt Barbara war die katholische Kirche in Bad Grund, einer Gemeinde im Landkreis Göttingen in Niedersachsen. Zuletzt gehörte die Kirche zur Pfarrgemeinde St. Johannes Baptist mit Sitz in Osterode am Harz, im Dekanat Nörten-Osterode des Bistums Hildesheim. Die Kirche war nach der heiligen Barbara von Nikomedien benannt und befand sich in der Danziger Straße 12. Heute befindet sich die nächstgelegene katholische Kirche im acht Kilometer entfernten Badenhausen.

## Geschichte
1958 wurde die Danziger Straße erbaut, 1961 erfolgte die Grundsteinlegung der Kirche, und am 16. Dezember 1962 durch Bischof Heinrich Maria Janssen ihre Weihe. Sie diente insbesondere den katholischen Heimatvertriebenen, die sich nach dem Zweiten Weltkrieg in Bad Grund und Umgebung niedergelassen hatten, aber auch den Kurgästen von Bad Grund. Am 1. Januar 1963 wurde die Kirchengemeinde Bad Grund errichtet, zu ihr gehörten auch die Orte Lautenthal und Wildemann. Am 1. Oktober 1980 wurde die Kirchengemeinde zur Pfarrei erhoben. Ab dem 1. März 2004 gehörte die Kirche zum damals neu gegründeten Dekanat Nörten-Osterode, zuvor gehörte sie zum Dekanat Osterode. Ab dem 1. September 2008 gehörte die Kirche zur Pfarrgemeinde St. Johannes Baptist in Osterode.
Am 6. Februar 2010 erfolgte die Profanierung der Kirche durch Bischof Norbert Trelle. Das Kirchengebäude wurde verkauft und soll künftig profan genutzt werden.

## Architektur und Ausstattung
Die, in etwa 312 Meter Höhe über dem Meeresspiegel, oberhalb der Ortsmitte von Bad Grund gelegene Kirche wurde nach Plänen des Architekten Wolfgang Tschirschwitz aus Braunschweig erbaut.